# گنبد شیخ جنید

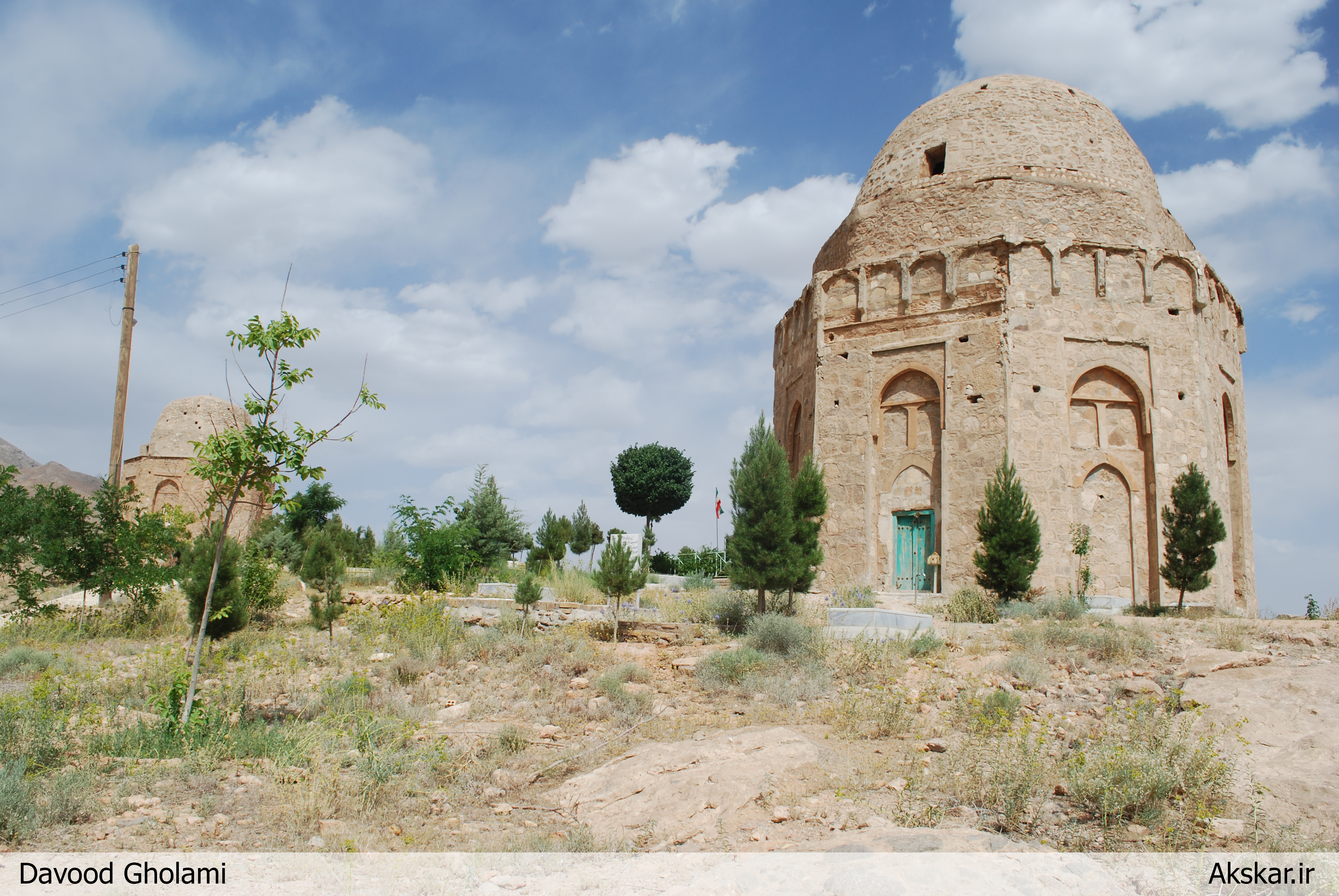
گنبد شیخ جنید توران پشت

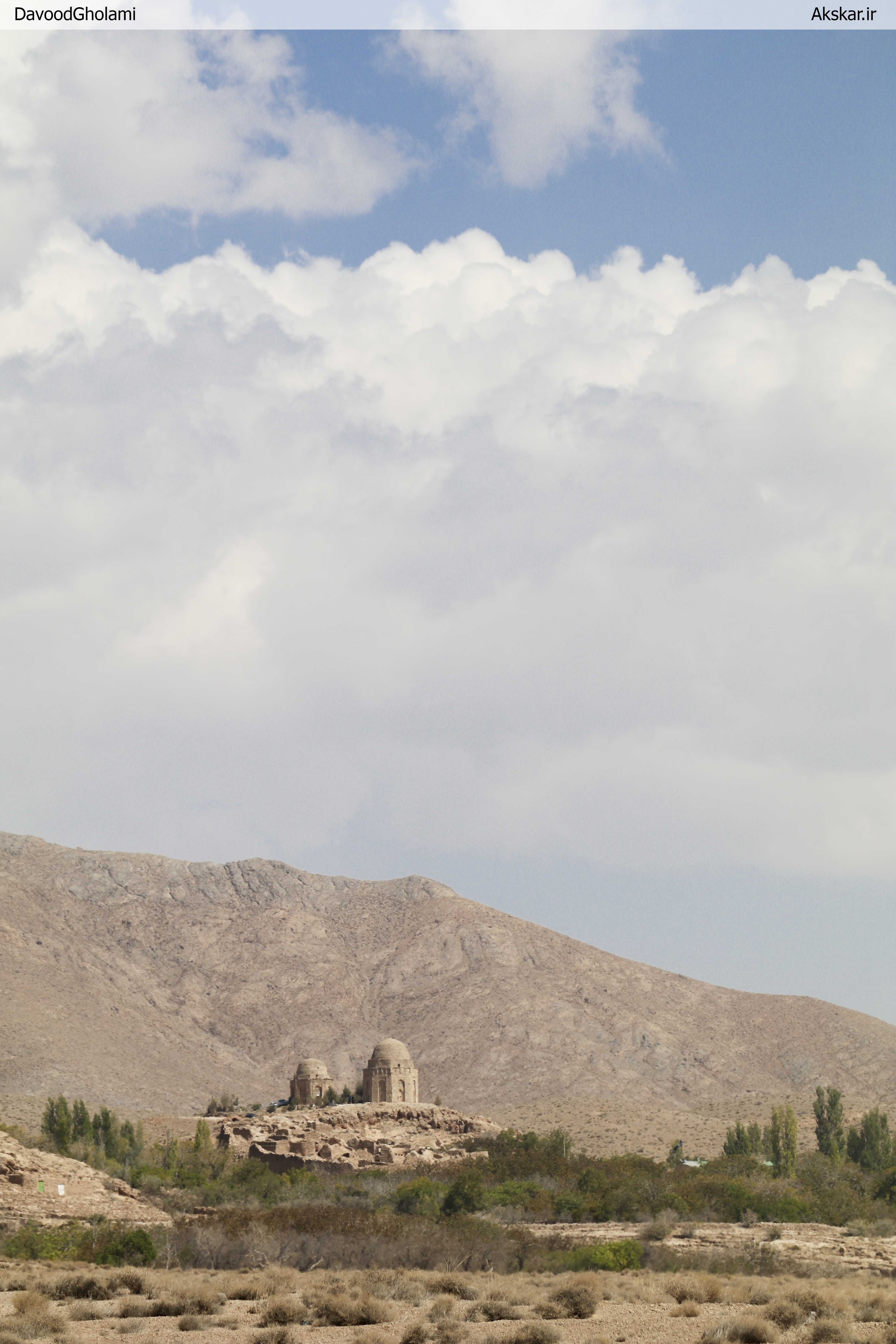
دورنمای زیبایی از گنبد شیخ جنید توران پشت

گنبد شیخ جنید  آرامگاه یکی از عارفان بلند پایه توران پشت به نام «جنید بن عمار بن علاء» است که در سال ۵۴۳ قمری وفات یافته است.
از میان آموزه های این عارف بزرگ، بیت زیر از همه نامبردارتر است:
```
یا رب همه خلق را به مقصود رسان
باشد که در آن میان یکی من باشم
[
۱
]
```

گنبد شیخ جنید در تاریخ ۲۰ خرداد ۱۳۲۱ با شمارهٔ ثبت ۳۶۵ به‌عنوان یکی از آثار ملی ایران به ثبت رسیده‌است.

## نگارخانه

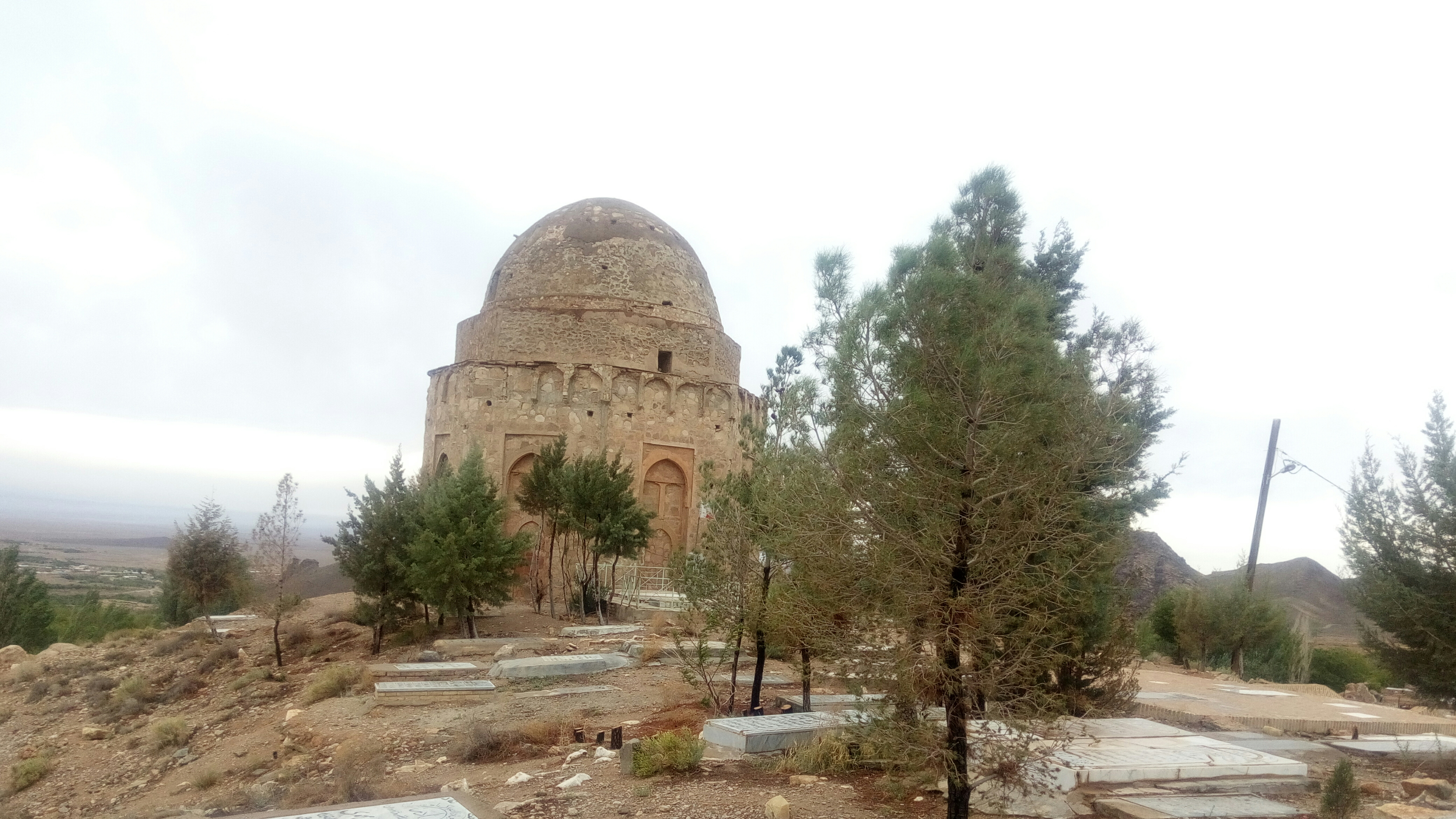
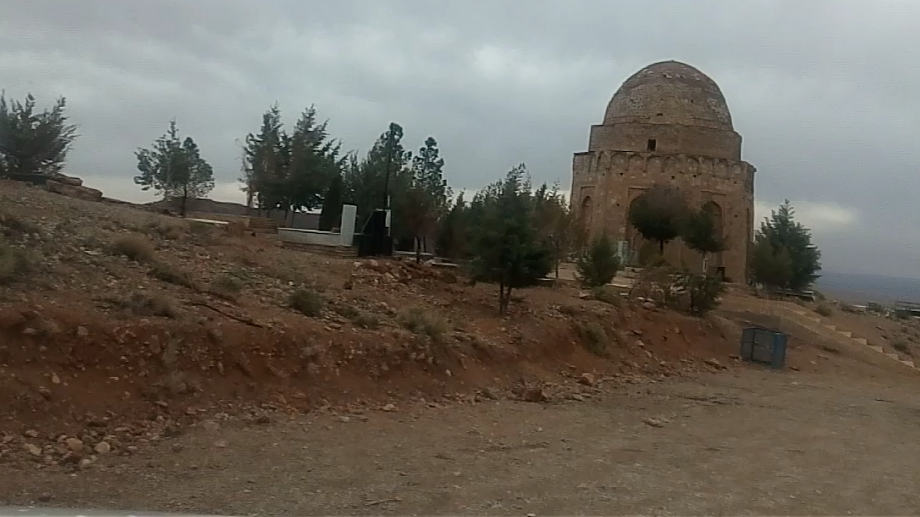
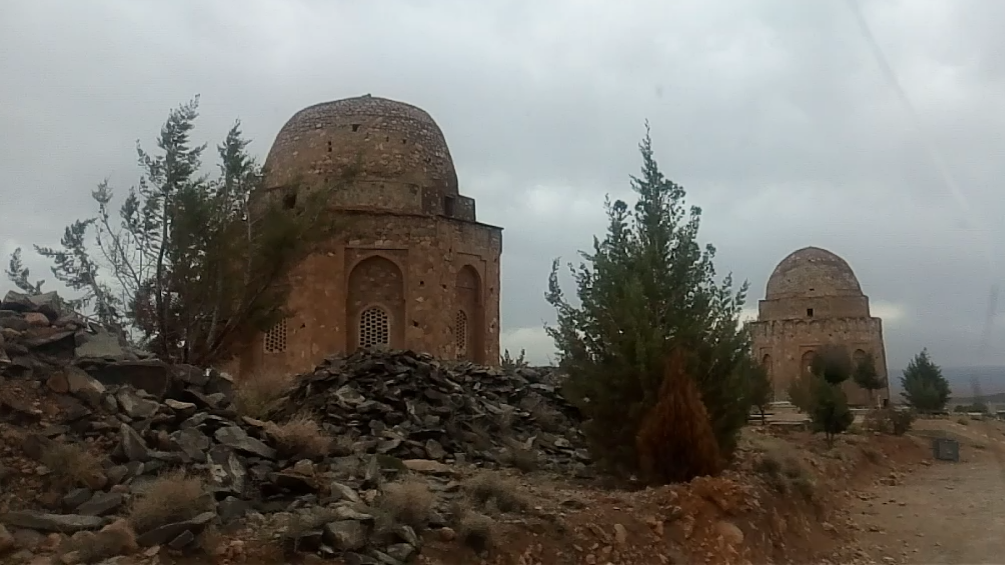
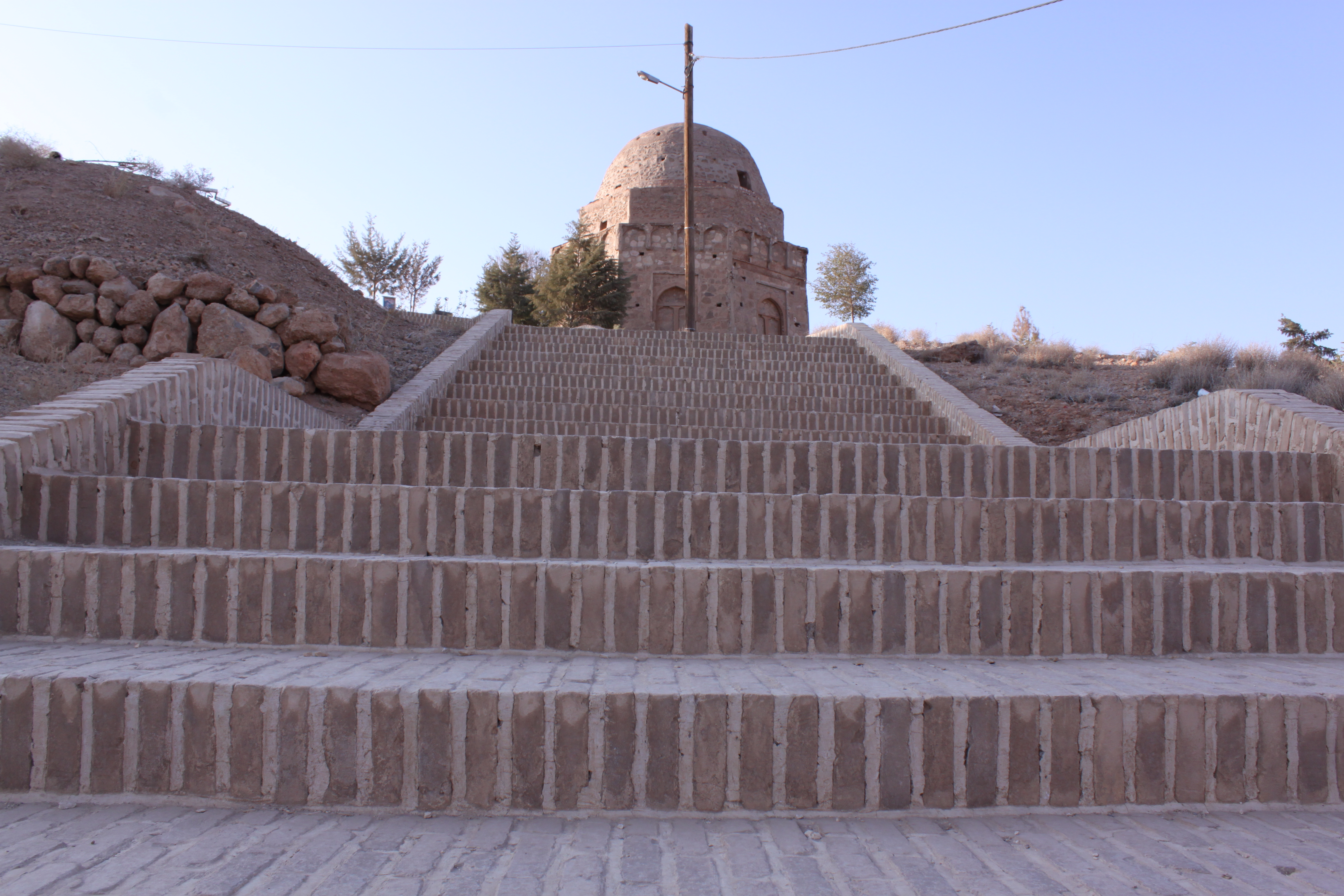
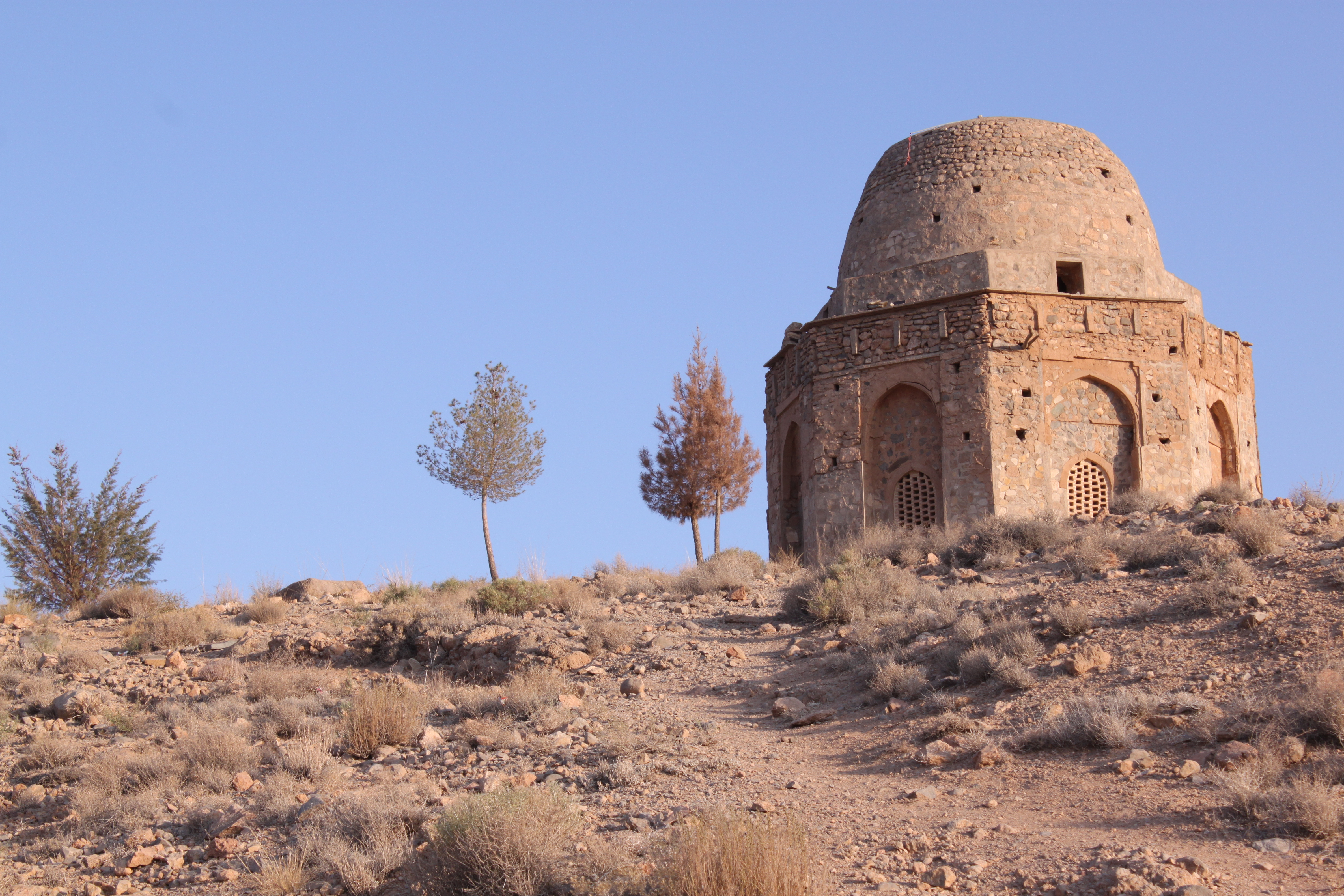
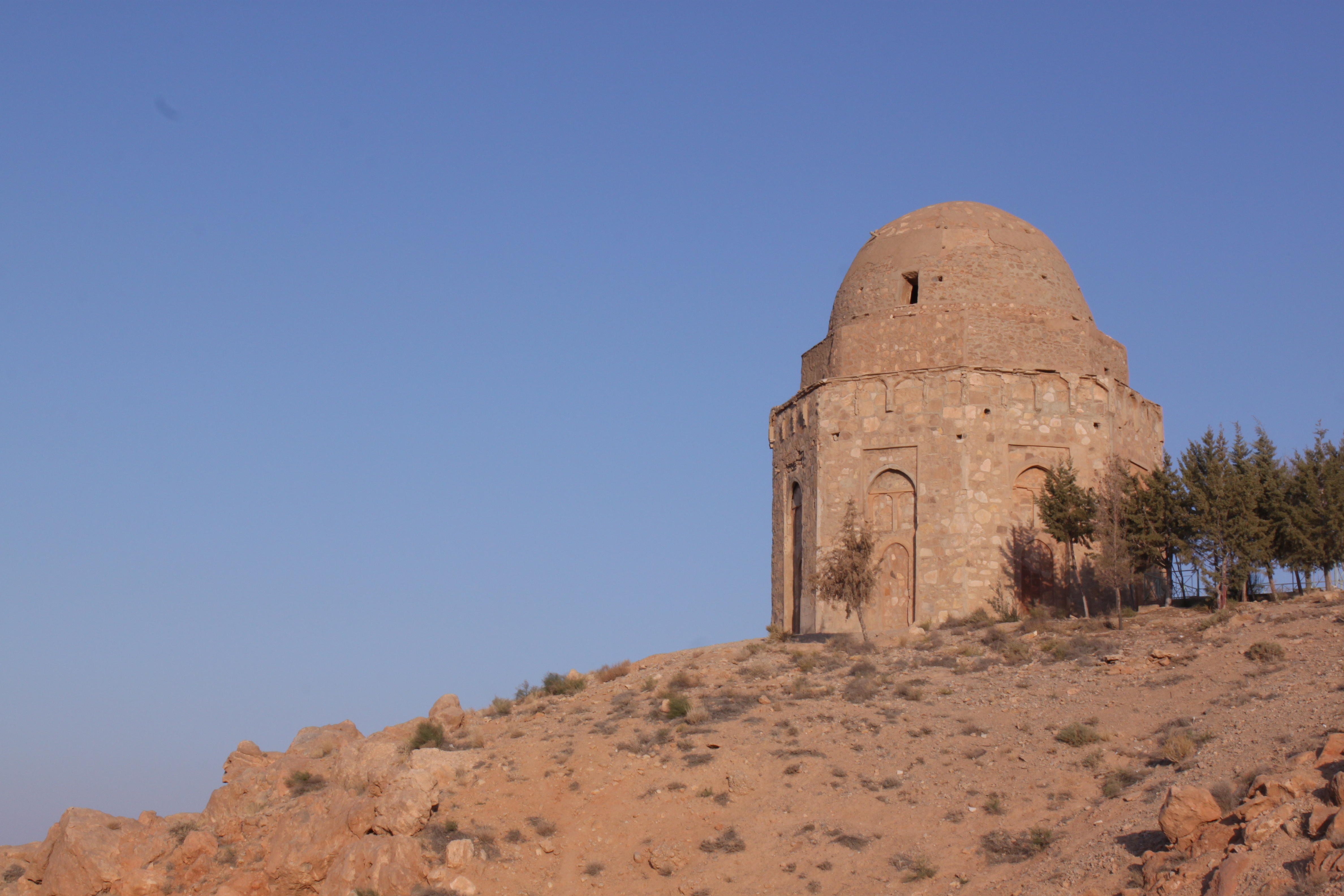
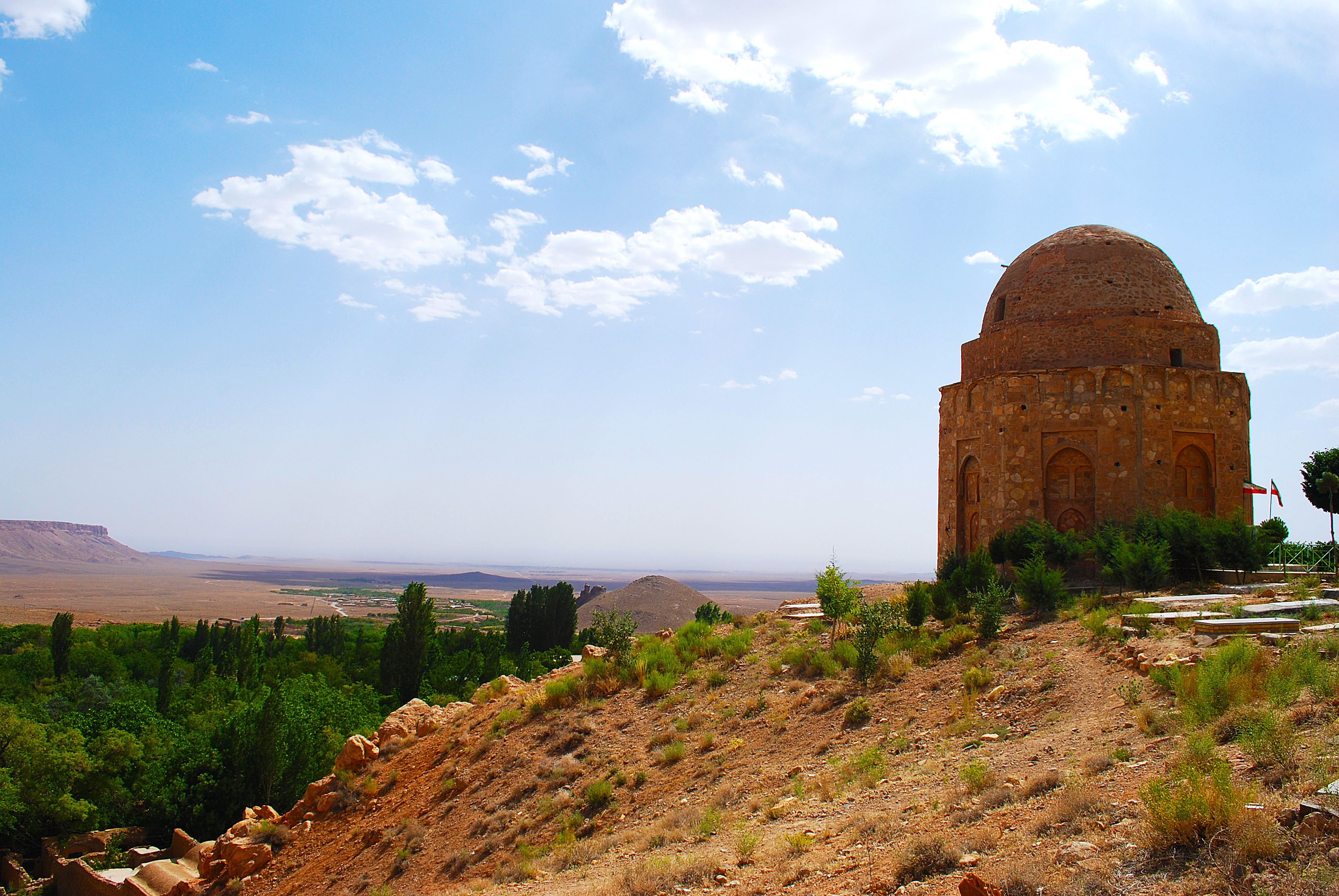
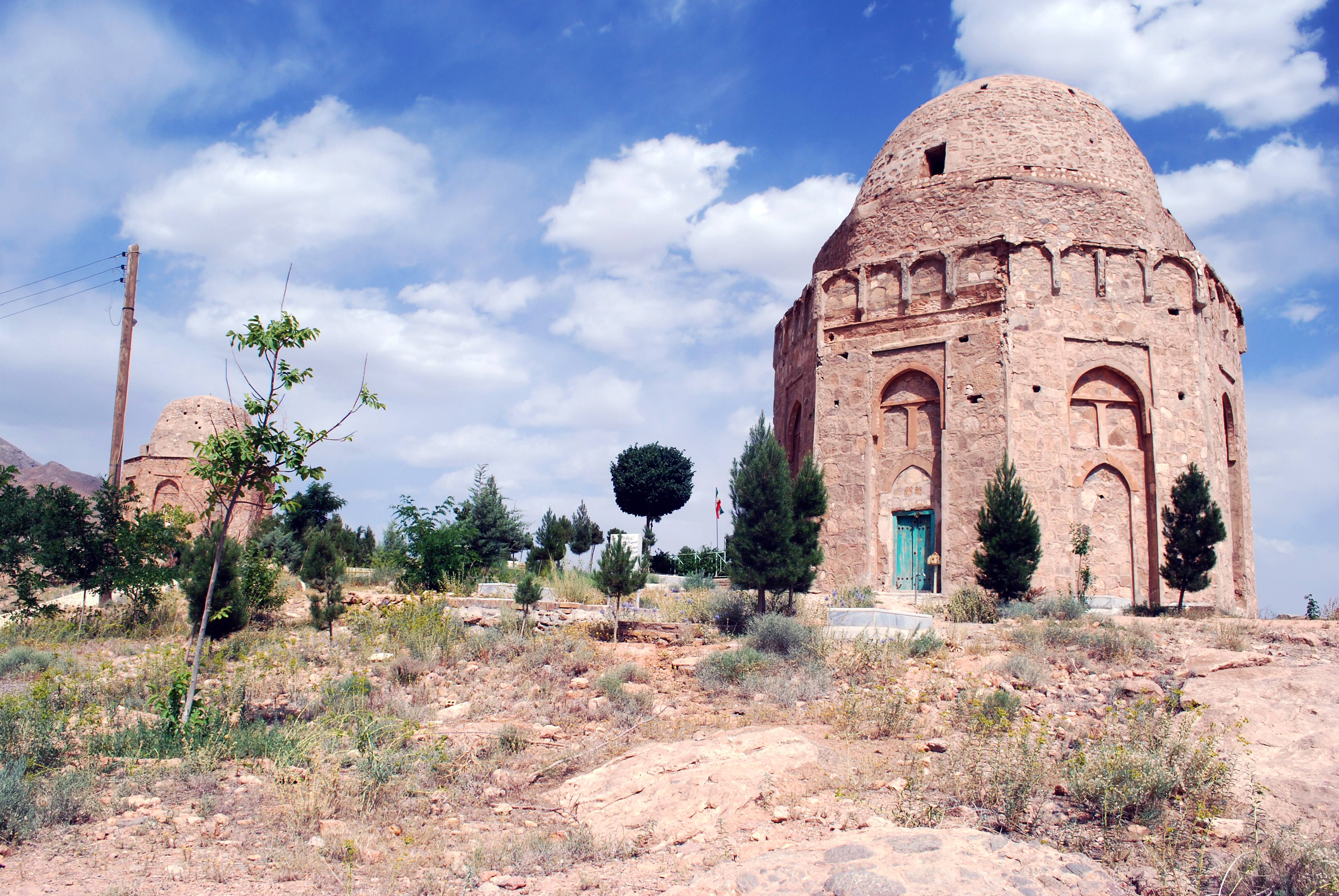
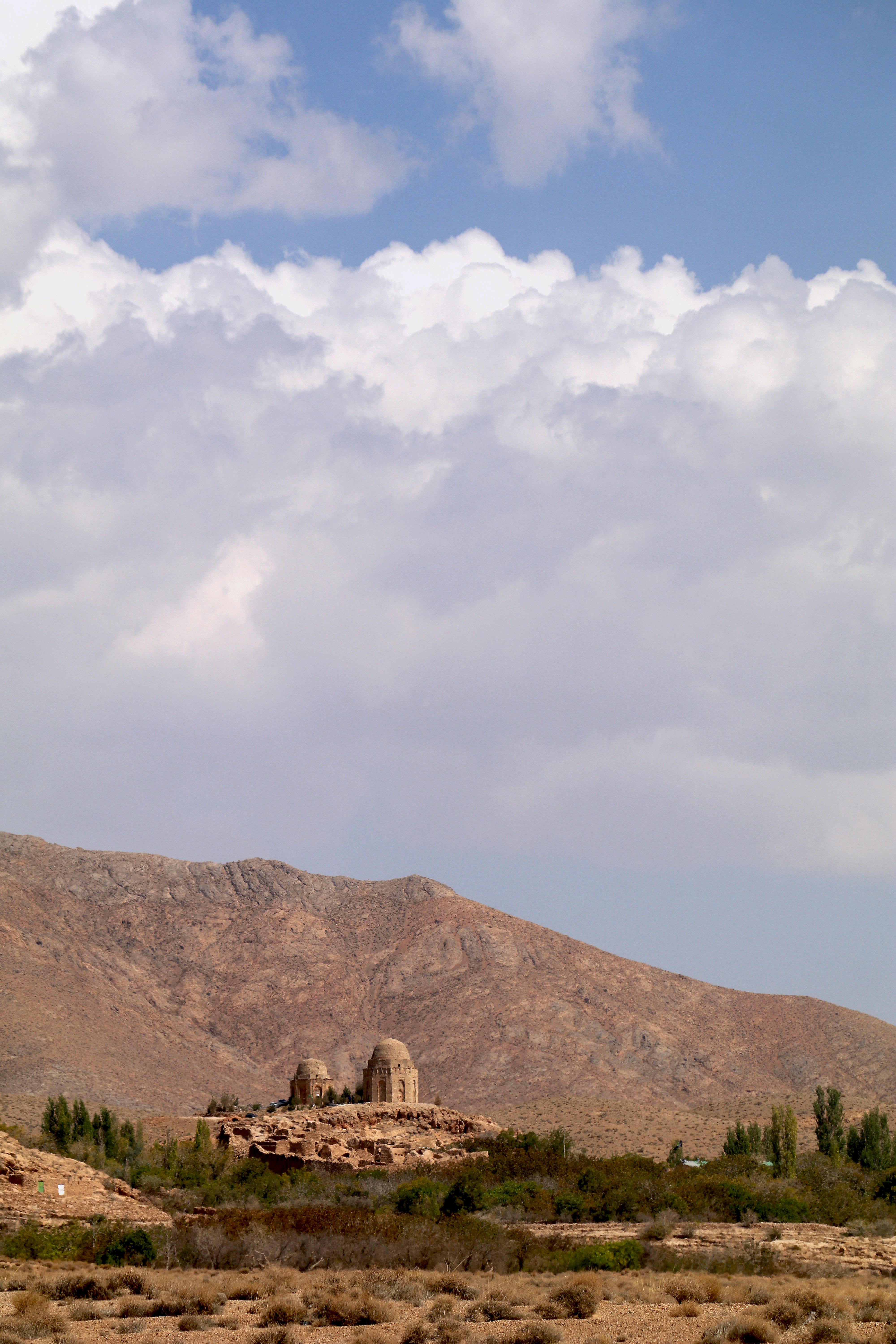